# Pavle Ninkov
Pavle Ninkov (en serbio: Павле Нинков) (Belgrado, Yugoslavia, 20 de abril de 1985) es un futbolista serbio, se desempeña como lateral derecho y actualmente juega en el FK Zemun de la Superliga serbia.

## Carrera internacional
Pavle Ninkov debutó con la selección de fútbol de Serbia el 6 de febrero de 2008 en un amistoso contra la República de Macedonia.
El entrenador Miroslav Đukić convocó a Ninkov para los Juegos Olímpicos de Pekín 2008.

## Clubes
| Club                      | País                | Año         | Partidos | Goles |
| FK Radnički Beograd       | Serbia y Montenegro | 2004 - 2005 | 27       | 3     |
| FK Rad                    | Serbia y Montenegro | 2005        | 4        | 0     |
| FK Čukarički Stankom      | Serbia              | 2006 - 2008 | 56       | 4     |
| Estrella Roja de Belgrado | Serbia              | 2008 - 2011 | 88       | 3     |
| Toulouse FC               | Francia             | 2011 - 2017 | 109      | 1     |
| FK Zemun                  | Serbia              | 2018 -      | 0        | 0     |

- Datos: Q60561